# Mona-Lisa Pursiainen
Elvor Mona-Lisa Pursiainen z domu Strandvall (ur. 21 czerwca 1951 w Kronoby, zm. 7 sierpnia 2000 w Kauniainen) – fińska lekkoatletka, sprinterka, dwukrotna medalistka mistrzostw Europy w 1974.

## Kariera
Zajęła 8. miejsce w sztafecie 4 × 400 metrów oraz odpadła w eliminacjach biegu na 100 metrów na mistrzostwach Europy w 1969 w Atenach. Na kolejnych mistrzostwach Europy w 1971 w Helsinkach odpadła w półfinale biegu na 400 metrów i zajęła 7. miejsce w biegu sztafetowym 4 × 400 metrów.
Na igrzyskach olimpijskich w 1972 w Monachium odpadła w półfinale biegu na 400 metrów i eliminacjach sztafety 4 × 100 metrów, a w sztafecie 4 × 400 metrów zajęła 7. miejsce. Odpadła w półfinale biegu na 60 metrów na halowych mistrzostwach Europy w 1973 w Rotterdamie. Zwyciężyła w biegu na 100 metrów i biegu na 200 metrów na uniwersjadzie w 1973 w Moskwie. W tym roku zajmowała czołowe miejsca na listach najlepszych wyników wśród sprinterek: 4. miejsce w biegu na 100 metrów, 3. miejsce w biegu na 200 metrów i 2. miejsce w biegu na 400 metrów. Została wybrana najlepszym sportowcem Finlandii w 1973.
16 lutego 1974 w Vierumäki wyrównała nieoficjalny halowy rekord świata w biegu na 60 metrów czasem 7,1 s (pomiar ręczny). Na halowych mistrzostwach Europy w 1974 w Göteborgu poprawiła w półfinale nieoficjalny halowy rekord świata w biegu na tym dystansie przy pomiarze automatycznym rezultatem 7,22 s, który utraciła tego samego dnia w finale na rzecz Renate Stecher z Niemieckiej Republiki Demokratycznej, która uzyskała czas 7,16 s.
Zdobyła srebrny medal w sztafecie 4 × 400 metrów (która biegła w składzie: Marika Eklund, Pursiainen, Pirjo Wilmi i Riitta Salin), brązowy medal w biegu na 200 metrów, przegrywając tylko z Ireną Szewińską i Renate Stecher oraz zajęła 6. miejsce w biegu na 100 metrów na mistrzostwach Europy w 1974 w Rzymie. Zdobyła srebrne medale w biegach na 100 metrów i na 200 metrów na uniwersjadzie w 1975 w Rzymie. Odpadła w półfinale biegu na 60 metrów na halowych mistrzostwach Europy w 1976 w Monachium.
Na igrzyskach olimpijskich w 1976 w Montrealu Pursiainen zajęła 6. miejsce w sztafecie 4 × 400 metrów (która biegła w tym samym składzie, co na mistrzostwach Europy w 1974) oraz odpadła w ćwierćfinałach biegów na 100 metrów i na 200 metrów. Na mistrzostwach Europy w 1978 w Pradze startowała tylko w sztafecie 4 × 400 metrów, która nie zakwalifikowała się do finału.
Pursiainen była mistrzynią Finlandii w biegu na 100 metrów w latach 1967–1970 i 1973–1977, w biegu na 200 metrów w latach 1967–70 oraz w biegu na 400 metrów w 1970, a także halową mistrzynią swego kraju w biegu na 60 metrów w 1973, 1974 i 1977 oraz biegu na 400 metrów w 1975.
Sześciokrotnie poprawiała rekord Finlandii w biegu na 100 metrów do czasu 11,19 s, uzyskanego 4 sierpnia 1973 w Warszawie. Była dziewięciokrotną  rekordzistką swego kraju w biegu na 200 metrów. Jej najlepszy rezultat 22,39 s osiągnięty 20 sierpnia 1973 w Moskwie jest do tej pory (lipiec 2021) rekordem Finlandii. Trzykrotnie poprawiała rekord swego kraju w biegu na 400 metrów do wyniku 51,27 s (16 września 1973 w Helsinkach), osiem razy w sztafecie 4 × 100 metrów do czasu 43,95 s (30 sierpnia 1975 w Helsinkach) i również 8. razy w sztafecie 4 × 400 metrów do rezultatu 3:25,7 (8 września 1974 w Rzymie). Również ten ostatni rezultat jest obecnym (lipiec 2021) rekordem Finlandii.
Zmarła w 2000 na raka piersi.
Stryj Pursiainen Börje Strandvall był lekkoatletą sprinterem, dwukrotnym olimpijczykiem.